# Tramwaje w Aczyńsku
Tramwaje w Aczyńsku – system komunikacji tramwajowej w Aczyńsku wybudowany w latach 1965–1967 i oficjalnie otwarty 15 kwietnia 1967 r.
Na początku 2001 w użyciu było 15,2 kilometrów toru o rozstawie 1524 mm. System składa się z głównej linii przebiegającej przez miasto, która następnie rozdwaja się i biegnie w kierunku dwóch pętli. W przeszłości istniał odchodzący od pętli linii 2, jednotorowy odcinek do osiedla Mazulskij.

## Linie
- 1 Kinoteatr „Syberia” – zakład AGK (brama główna)
- 2 Kinoteatr „Syberia” – zakład AGK (ZFA)
- 3 Kinoteatr „Syberia” – zajezdnia[2]

## Tabor
Tabor liniowy składa się w całości z wagonów KTM-5.
| Zdjęcie        | Typ            | Eksploatacja od | Liczba |
| -------------- | -------------- | --------------- | ------ |
|                | KTM-5          | 1975            | 48     |
| Łączna liczba: | Łączna liczba: | Łączna liczba:  | 48     |